# Liste der Nummer-eins-Hits in Irland (2012)
Dies ist eine Liste der Nummer-eins-Hits in Irland im Jahr 2012. Sie basiert auf den offiziellen Single und Album Top 100 der irischen Charts, die im Auftrag der Irish Recorded Music Association (IRMA) erstellt werden. Es gab in diesem Jahr 24 Nummer-eins-Singles und 28 Nummer-eins-Alben.

## Singles
| ← 2011 ← | Liste der Nummer-eins-Hits in Irland | Liste der Nummer-eins-Hits in Irland                                                       | Liste der Nummer-eins-Hits in Irland | 2013 →                    |
| \| Zeitraum \| Wo. ges. \| Interpret \| Titel Autor(en) \| Zusätzliche Informationen \| \| (Zeitraum, Wochen auf Platz eins, Interpret, Titel, Autor[en], zusätzliche Informationen) \| \| \| \| \| \| ----------------------------------------------------------------------------------------- \| -------- \| ------------------------------------------------------------------------------------------ \| ------------------------------------------------------------------------------------------------------------------------------------------------------------------------------------------------------------------------------------------------------------------------------------------------------------------------ \| ------------------------- \| \| 15. Dezember 2011 – 11. Januar 2012 4 Wochen \| 4 \| Little Mix \| Cannonball Damien George Rice \| – \| \| 12. Januar 2012 – 18. Januar 2012 1 Woche \| 1 \| Flo Rida \| Good Feeling Leroy Kirkland, Pearl Woods, Etta James, Tim Bergling, Lukasz Gottwald, Tramar Dillard, Breyan Stanley Isaac, Arash Andreas Pournouri, Henry Russell Walter \| – \| \| 19. Januar 2012 – 1. Februar 2012 2 Wochen \| 2 \| Jessie J \| Domino Max Martin, Lukasz Gottwald, Henry Russell Walter, Jessica Ellen Cornish, Claude Kelly \| – \| \| 2. Februar 2012 – 15. Februar 2012 2 Wochen (insgesamt 5) \| 5 \| Gotye feat. Kimbra \| Somebody That I Used to Know Walter Andre E. De Backer, Luiz Bonfá \| – \| \| 16. Februar 2012 – 29. Februar 2012 2 Wochen \| 2 \| Emeli Sandé \| Next to Me Hugo Francis Wiliam Chegwin, Harry Francis Craze, Emeli Sandé, Anup Kumar Paul \| – \| \| 1. März 2012 – 21. März 2012 3 Wochen (insgesamt 5) \| 5 \| Gotye feat. Kimbra \| Somebody That I Used to Know Walter Andre E. De Backer, Luiz Bonfá \| – \| \| 22. März 2012 – 18. April 2012 4 Wochen \| 4 \| Carly Rae Jepsen \| Call Me Maybe Joshua Keeler Ramsay, Carly Rae Jepsen, Tavish Crowe \| – \| \| 19. April 2012 – 9. Mai 2012 3 Wochen \| 3 \| Fun feat. Janelle Monáe \| We Are Young Nathaniel Joseph Ruess, Andrew Dost, Jack Michael Antonoff, Jeffrey Bhasker \| – \| \| 10. Mai 2012 – 30. Mai 2012 3 Wochen \| 3 \| The Dubliners, Damien Dempsey, Bressie, Danny O’Reilly & Irische Fußballnationalmannschaft \| The Rocky Road to Poland John Charles Reynolds, Sean McKeon, Damien Jude Patrick Dempsey \| – \| \| 31. Mai 2012 – 13. Juni 2012 2 Wochen \| 2 \| Loreen \| Euphoria Peter Lars Boström, Thomas G:son \| – \| \| 14. Juni 2012 – 20. Juni 2012 1 Woche \| 1 \| Cheryl \| Call My Name Calvin Harris \| – \| \| 21. Juni 2012 – 11. Juli 2012 3 Wochen \| 3 \| Flo Rida \| Whistle Tramar Dillard, David Edward Glass, Antonio Clarence Mobley, Marcus Killian, Justin Scott Franks, Breyan Stanley Isaac, Arthur Scott Pingrey, Joshua Ralph \| – \| \| 12. Juli 2012 – 18. Juli 2012 1 Woche \| 1 \| Will.i.am feat. Eva Simons \| This Is Love Max Martin, Sebastian Carmine Ingrosso, Mike Hamilton, William Adams, Steve Patrik Angello Jesefsson Fragogiannis, Eva M. Simons \| – \| \| 19. Juli 2012 – 1. August 2012 2 Wochen \| 2 \| Florence + the Machine \| Spectrum (Say My Name) Paul Richard Epworth, Florence Welch \| – \| \| 2. August 2012 – 8. August 2012 1 Woche \| 1 \| Calvin Harris feat. Example \| We’ll Be Coming Back Calvin Harris, Elliot John Gleave \| – \| \| 9. August 2012 – 15. August 2012 1 Woche \| 1 \| Rita Ora \| How We Do (Party) Osten S. Harvey Jr., Bob West, Willie Hutch, Berry Gordy Jr., Hal Davis, Christopher Wallace, Bonnie Leigh McKee, Kelly Marie Sheehan, Andrew Harr, Jermain Jerrel Jackson, Andre Davidson, Sean Winston Davidson, Alexander Joseph Delicata \| – \| \| 16. August 2012 – 29. August 2012 2 Wochen \| 2 \| Of Monsters and Men \| Little Talks Nanna Bryndís Hilmarsdóttir, Ragnar Þórhallsson \| – \| \| 30. August 2012 – 5. September 2012 1 Woche \| 1 \| Little Mix \| Wings Iain James, Thomas Andrew Searle Barnes, Peter Norman Cullen Kelleher, Benjamin Alexander Kohn, Michelle Robin Lewis, Mischke J. Butler, Erika F. Nuri, Heidi Lissett Rojas, Perrie Louse Edwards, Jessica Louise Nelson, Leigh Anne Pinnock, Jade Amelia Thirlwall, Christopher Chrishan Dotson, Kyle Christopher \| – \| \| 6. September 2012 – 3. Oktober 2012 4 Wochen \| 4 \| The Script feat. Will.i.am \| Hall of Fame Will Adams, James Barry, Daniel John O’Donoghue, Mark Anthony Sheehan \| – \| \| 4. Oktober 2012 – 10. Oktober 2012 1 Woche \| 1 \| One Direction \| Live While We’re Young Savan Harish Kotecha, Carl Anthony Falk, Rami Yacoub \| – \| \| 11. Oktober 2012 – 17. Oktober 2012 1 Woche \| 1 \| Adele \| Skyfall Paul Richard Epworth, Adele Laurie Blue Adkins \| – \| \| 18. Oktober 2012 – 24. Oktober 2012 1 Woche \| 1 \| Calvin Harris feat. Florence Welch \| Sweet Nothing Calvin Harris, Florence Welch, Tommy Hull \| – \| \| 25. Oktober 2012 – 28. November 2012 5 Wochen \| 5 \| Labrinth feat. Emeli Sandé \| Beneath Your Beautiful Michael Robert Henrion Posner, Timothy Lee McKenzie, Emeli Sandé \| – \| \| 29. November 2012 – 12. Dezember 2012 2 Wochen \| 2 \| Paddy Casey, Declan O’Rourke, Mary Black & Mundy \| Tiny Dancer – A Song for Lily-Mae Elton John, Bernie Taupin \| – \| \| 13. Dezember 2012 – 16. Januar 2013 5 Wochen \| 5 \| James Arthur \| Impossible Ina Christine Wroldsen, Arnthor Birgisson \| – \| |                                      |                                                                                            | |                           |
| ← 2011 |                                      |                                                                                            | | → 2013 →                  |
| Zeitraum | Wo. ges.                             | Interpret                                                                                  | Titel Autor(en) | Zusätzliche Informationen |
| (Zeitraum, Wochen auf Platz eins, Interpret, Titel, Autor[en], zusätzliche Informationen) |                                      |                                                                                            | |                           |
| 15. Dezember 2011 – 11. Januar 2012 4 Wochen | 4                                    | Little Mix                                                                                 | Cannonball Damien George Rice | –                         |
| 12. Januar 2012 – 18. Januar 2012 1 Woche | 1                                    | Flo Rida                                                                                   | Good Feeling Leroy Kirkland, Pearl Woods, Etta James, Tim Bergling, Lukasz Gottwald, Tramar Dillard, Breyan Stanley Isaac, Arash Andreas Pournouri, Henry Russell Walter | –                         |
| 19. Januar 2012 – 1. Februar 2012 2 Wochen | 2                                    | Jessie J                                                                                   | Domino Max Martin, Lukasz Gottwald, Henry Russell Walter, Jessica Ellen Cornish, Claude Kelly | –                         |
| 2. Februar 2012 – 15. Februar 2012 2 Wochen (insgesamt 5) | 5                                    | Gotye feat. Kimbra                                                                         | Somebody That I Used to Know Walter Andre E. De Backer, Luiz Bonfá | –                         |
| 16. Februar 2012 – 29. Februar 2012 2 Wochen | 2                                    | Emeli Sandé                                                                                | Next to Me Hugo Francis Wiliam Chegwin, Harry Francis Craze, Emeli Sandé, Anup Kumar Paul | –                         |
| 1. März 2012 – 21. März 2012 3 Wochen (insgesamt 5) | 5                                    | Gotye feat. Kimbra                                                                         | Somebody That I Used to Know Walter Andre E. De Backer, Luiz Bonfá | –                         |
| 22. März 2012 – 18. April 2012 4 Wochen | 4                                    | Carly Rae Jepsen                                                                           | Call Me Maybe Joshua Keeler Ramsay, Carly Rae Jepsen, Tavish Crowe | –                         |
| 19. April 2012 – 9. Mai 2012 3 Wochen | 3                                    | Fun feat. Janelle Monáe                                                                    | We Are Young Nathaniel Joseph Ruess, Andrew Dost, Jack Michael Antonoff, Jeffrey Bhasker | –                         |
| 10. Mai 2012 – 30. Mai 2012 3 Wochen | 3                                    | The Dubliners, Damien Dempsey, Bressie, Danny O’Reilly & Irische Fußballnationalmannschaft | The Rocky Road to Poland John Charles Reynolds, Sean McKeon, Damien Jude Patrick Dempsey | –                         |
| 31. Mai 2012 – 13. Juni 2012 2 Wochen | 2                                    | Loreen                                                                                     | Euphoria Peter Lars Boström, Thomas G:son | –                         |
| 14. Juni 2012 – 20. Juni 2012 1 Woche | 1                                    | Cheryl                                                                                     | Call My Name Calvin Harris | –                         |
| 21. Juni 2012 – 11. Juli 2012 3 Wochen | 3                                    | Flo Rida                                                                                   | Whistle Tramar Dillard, David Edward Glass, Antonio Clarence Mobley, Marcus Killian, Justin Scott Franks, Breyan Stanley Isaac, Arthur Scott Pingrey, Joshua Ralph | –                         |
| 12. Juli 2012 – 18. Juli 2012 1 Woche | 1                                    | Will.i.am feat. Eva Simons                                                                 | This Is Love Max Martin, Sebastian Carmine Ingrosso, Mike Hamilton, William Adams, Steve Patrik Angello Jesefsson Fragogiannis, Eva M. Simons | –                         |
| 19. Juli 2012 – 1. August 2012 2 Wochen | 2                                    | Florence + the Machine                                                                     | Spectrum (Say My Name) Paul Richard Epworth, Florence Welch | –                         |
| 2. August 2012 – 8. August 2012 1 Woche | 1                                    | Calvin Harris feat. Example                                                                | We’ll Be Coming Back Calvin Harris, Elliot John Gleave | –                         |
| 9. August 2012 – 15. August 2012 1 Woche | 1                                    | Rita Ora                                                                                   | How We Do (Party) Osten S. Harvey Jr., Bob West, Willie Hutch, Berry Gordy Jr., Hal Davis, Christopher Wallace, Bonnie Leigh McKee, Kelly Marie Sheehan, Andrew Harr, Jermain Jerrel Jackson, Andre Davidson, Sean Winston Davidson, Alexander Joseph Delicata                                                           | –                         |
| 16. August 2012 – 29. August 2012 2 Wochen | 2                                    | Of Monsters and Men                                                                        | Little Talks Nanna Bryndís Hilmarsdóttir, Ragnar Þórhallsson | –                         |
| 30. August 2012 – 5. September 2012 1 Woche | 1                                    | Little Mix                                                                                 | Wings Iain James, Thomas Andrew Searle Barnes, Peter Norman Cullen Kelleher, Benjamin Alexander Kohn, Michelle Robin Lewis, Mischke J. Butler, Erika F. Nuri, Heidi Lissett Rojas, Perrie Louse Edwards, Jessica Louise Nelson, Leigh Anne Pinnock, Jade Amelia Thirlwall, Christopher Chrishan Dotson, Kyle Christopher | –                         |
| 6. September 2012 – 3. Oktober 2012 4 Wochen | 4                                    | The Script feat. Will.i.am                                                                 | Hall of Fame Will Adams, James Barry, Daniel John O’Donoghue, Mark Anthony Sheehan | –                         |
| 4. Oktober 2012 – 10. Oktober 2012 1 Woche | 1                                    | One Direction                                                                              | Live While We’re Young Savan Harish Kotecha, Carl Anthony Falk, Rami Yacoub | –                         |
| 11. Oktober 2012 – 17. Oktober 2012 1 Woche | 1                                    | Adele                                                                                      | Skyfall Paul Richard Epworth, Adele Laurie Blue Adkins | –                         |
| 18. Oktober 2012 – 24. Oktober 2012 1 Woche | 1                                    | Calvin Harris feat. Florence Welch                                                         | Sweet Nothing Calvin Harris, Florence Welch, Tommy Hull | –                         |
| 25. Oktober 2012 – 28. November 2012 5 Wochen | 5                                    | Labrinth feat. Emeli Sandé                                                                 | Beneath Your Beautiful Michael Robert Henrion Posner, Timothy Lee McKenzie, Emeli Sandé | –                         |
| 29. November 2012 – 12. Dezember 2012 2 Wochen | 2                                    | Paddy Casey, Declan O’Rourke, Mary Black & Mundy                                           | Tiny Dancer – A Song for Lily-Mae Elton John, Bernie Taupin | –                         |
| 13. Dezember 2012 – 16. Januar 2013 5 Wochen | 5                                    | James Arthur                                                                               | Impossible Ina Christine Wroldsen, Arnthor Birgisson | –                         |

## Alben
| ← 2011 ← | Liste der Nummer-eins-Hits in Irland | Liste der Nummer-eins-Hits in Irland  | Liste der Nummer-eins-Hits in Irland | 2013 →                    |
| \| Zeitraum \| Wo. ges. \| Interpret \| Titel \| Zusätzliche Informationen \| \| (Zeitraum, Wochen auf Platz eins, Interpret, Titel, zusätzliche Informationen) \| \| \| \| \| \| ------------------------------------------------------------------------------ \| -------- \| ------------------------------------- \| ------------------------- \| ------------------------- \| \| 1. Dezember 2011 – 4. Januar 2012 5 Wochen (insgesamt 7) \| 7 \| Michael Bublé \| Christmas \| – \| \| 5. Januar 2012 – 1. Februar 2012 4 Wochen (insgesamt 35) \| 35 \| Adele \| 21 \| – \| \| 2. Februar 2012 – 22. Februar 2012 3 Wochen \| 3 \| Lana Del Rey \| Born to Die \| – \| \| 23. Februar 2012 – 29. Februar 2012 1 Woche \| 1 \| Whitney Houston \| The Ultimate Collection \| – \| \| 1. März 2012 – 7. März 2012 1 Woche (insgesamt 35) \| 35 \| Adele \| 21 \| – \| \| 8. März 2012 – 28. März 2012 3 Wochen (insgesamt 4) \| 4 \| Bruce Springsteen \| Wrecking Ball \| – \| \| 29. März 2012 – 4. April 2012 1 Woche \| 1 \| Madonna \| MDNA \| – \| \| 5. April 2012 – 25. April 2012 3 Wochen \| 3 \| Mick Flannery \| Red to Blue \| – \| \| 26. April 2012 – 2. Mai 2012 1 Woche \| 1 \| Aslan \| Nudie Books and Frenchies \| – \| \| 3. Mai 2012 – 9. Mai 2012 1 Woche (insgesamt 2) \| 2 \| Marina and the Diamonds \| Electra Heart \| – \| \| 10. Mai 2012 – 16. Mai 2012 1 Woche \| 1 \| Keane \| Strangeland \| – \| \| 17. Mai 2012 – 23. Mai 2012 1 Woche (insgesamt 2) \| 2 \| Marina and the Diamonds \| Electra Heart \| – \| \| 24. Mai 2012 – 30. Mai 2012 1 Woche \| 1 \| One Direction \| Up All Night \| – \| \| 31. Mai 2012 – 6. Juni 2012 1 Woche \| 1 \| Sigur Rós \| Valtari \| – \| \| 7. Juni 2012 – 13. Juni 2012 1 Woche (insgesamt 4) \| 4 \| Ed Sheeran \| + \| – \| \| 14. Juni 2012 – 20. Juni 2012 1 Woche \| 1 \| Bee Gees \| Number Ones \| – \| \| 21. Juni 2012 – 27. Juni 2012 1 Woche \| 1 \| Justin Bieber \| Believe \| – \| \| 28. Juni 2012 – 11. Juli 2012 2 Wochen \| 2 \| Jedward \| Young Love \| – \| \| 12. Juli 2012 – 18. Juli 2012 1 Woche (insgesamt 3) \| 3 \| Florence + the Machine \| Ceremonials \| – \| \| 19. Juli 2012 – 25. Juli 2012 1 Woche (insgesamt 4) \| 4 \| Bruce Springsteen \| Wrecking Ball \| – \| \| 26. Juli 2012 – 1. August 2012 1 Woche \| 1 \| Bruce Springsteen & the E Street Band \| Greatest Hits \| – \| \| 2. August 2012 – 8. August 2012 1 Woche (insgesamt 35) \| 35 \| Adele \| 21 \| – \| \| 9. August 2012 – 15. August 2012 1 Woche (insgesamt 4) \| 4 \| Ed Sheeran \| + \| – \| \| 16. August 2012 – 29. August 2012 2 Wochen \| 2 \| Ryan O’Shaughnessy \| Ryan O’Shaughnessy \| – \| \| 30. August 2012 – 5. September 2012 1 Woche \| 1 \| Of Monsters and Men \| My Head Is an Animal \| – \| \| 6. September 2012 – 12. September 2012 1 Woche \| 1 \| Two Door Cinema Club \| Beacon \| – \| \| 13. September 2012 – 19. September 2012 1 Woche \| 1 \| The Script \| #3 \| – \| \| 20. September 2012 – 26. September 2012 1 Woche \| 1 \| The Killers \| Battle Born \| – \| \| 27. September 2012 – 24. Oktober 2012 4 Wochen \| 4 \| Mumford & Sons \| Babel \| – \| \| 25. Oktober 2012 – 7. November 2012 2 Wochen \| 2 \| Taylor Swift \| Red \| – \| \| 8. November 2012 – 14. November 2012 1 Woche \| 1 \| Robbie Williams \| Take the Crown \| – \| \| 15. November 2012 – 26. Dezember 2012 6 Wochen \| 6 \| One Direction \| Take Me Home \| – \| \| 27. Dezember 2012 – 2. Januar 2013 1 Woche \| 1 \| Rihanna \| Unapologetic \| – \| |                                      |                                       |                                      |                           |
| ← 2011 |                                      |                                       |                                      | → 2013 →                  |
| Zeitraum | Wo. ges.                             | Interpret                             | Titel                                | Zusätzliche Informationen |
| (Zeitraum, Wochen auf Platz eins, Interpret, Titel, zusätzliche Informationen) |                                      |                                       |                                      |                           |
| 1. Dezember 2011 – 4. Januar 2012 5 Wochen (insgesamt 7) | 7                                    | Michael Bublé                         | Christmas                            | –                         |
| 5. Januar 2012 – 1. Februar 2012 4 Wochen (insgesamt 35) | 35                                   | Adele                                 | 21                                   | –                         |
| 2. Februar 2012 – 22. Februar 2012 3 Wochen | 3                                    | Lana Del Rey                          | Born to Die                          | –                         |
| 23. Februar 2012 – 29. Februar 2012 1 Woche | 1                                    | Whitney Houston                       | The Ultimate Collection              | –                         |
| 1. März 2012 – 7. März 2012 1 Woche (insgesamt 35) | 35                                   | Adele                                 | 21                                   | –                         |
| 8. März 2012 – 28. März 2012 3 Wochen (insgesamt 4) | 4                                    | Bruce Springsteen                     | Wrecking Ball                        | –                         |
| 29. März 2012 – 4. April 2012 1 Woche | 1                                    | Madonna                               | MDNA                                 | –                         |
| 5. April 2012 – 25. April 2012 3 Wochen | 3                                    | Mick Flannery                         | Red to Blue                          | –                         |
| 26. April 2012 – 2. Mai 2012 1 Woche | 1                                    | Aslan                                 | Nudie Books and Frenchies            | –                         |
| 3. Mai 2012 – 9. Mai 2012 1 Woche (insgesamt 2) | 2                                    | Marina and the Diamonds               | Electra Heart                        | –                         |
| 10. Mai 2012 – 16. Mai 2012 1 Woche | 1                                    | Keane                                 | Strangeland                          | –                         |
| 17. Mai 2012 – 23. Mai 2012 1 Woche (insgesamt 2) | 2                                    | Marina and the Diamonds               | Electra Heart                        | –                         |
| 24. Mai 2012 – 30. Mai 2012 1 Woche | 1                                    | One Direction                         | Up All Night                         | –                         |
| 31. Mai 2012 – 6. Juni 2012 1 Woche | 1                                    | Sigur Rós                             | Valtari                              | –                         |
| 7. Juni 2012 – 13. Juni 2012 1 Woche (insgesamt 4) | 4                                    | Ed Sheeran                            | +                                    | –                         |
| 14. Juni 2012 – 20. Juni 2012 1 Woche | 1                                    | Bee Gees                              | Number Ones                          | –                         |
| 21. Juni 2012 – 27. Juni 2012 1 Woche | 1                                    | Justin Bieber                         | Believe                              | –                         |
| 28. Juni 2012 – 11. Juli 2012 2 Wochen | 2                                    | Jedward                               | Young Love                           | –                         |
| 12. Juli 2012 – 18. Juli 2012 1 Woche (insgesamt 3) | 3                                    | Florence + the Machine                | Ceremonials                          | –                         |
| 19. Juli 2012 – 25. Juli 2012 1 Woche (insgesamt 4) | 4                                    | Bruce Springsteen                     | Wrecking Ball                        | –                         |
| 26. Juli 2012 – 1. August 2012 1 Woche | 1                                    | Bruce Springsteen & the E Street Band | Greatest Hits                        | –                         |
| 2. August 2012 – 8. August 2012 1 Woche (insgesamt 35) | 35                                   | Adele                                 | 21                                   | –                         |
| 9. August 2012 – 15. August 2012 1 Woche (insgesamt 4) | 4                                    | Ed Sheeran                            | +                                    | –                         |
| 16. August 2012 – 29. August 2012 2 Wochen | 2                                    | Ryan O’Shaughnessy                    | Ryan O’Shaughnessy                   | –                         |
| 30. August 2012 – 5. September 2012 1 Woche | 1                                    | Of Monsters and Men                   | My Head Is an Animal                 | –                         |
| 6. September 2012 – 12. September 2012 1 Woche | 1                                    | Two Door Cinema Club                  | Beacon                               | –                         |
| 13. September 2012 – 19. September 2012 1 Woche | 1                                    | The Script                            | #3                                   | –                         |
| 20. September 2012 – 26. September 2012 1 Woche | 1                                    | The Killers                           | Battle Born                          | –                         |
| 27. September 2012 – 24. Oktober 2012 4 Wochen | 4                                    | Mumford & Sons                        | Babel                                | –                         |
| 25. Oktober 2012 – 7. November 2012 2 Wochen | 2                                    | Taylor Swift                          | Red                                  | –                         |
| 8. November 2012 – 14. November 2012 1 Woche | 1                                    | Robbie Williams                       | Take the Crown                       | –                         |
| 15. November 2012 – 26. Dezember 2012 6 Wochen | 6                                    | One Direction                         | Take Me Home                         | –                         |
| 27. Dezember 2012 – 2. Januar 2013 1 Woche | 1                                    | Rihanna                               | Unapologetic                         | –                         |